# Oksana Griszyna
Oksana Jurjewna Griszyna, ros. Оксана Юрьевна Гришина (ur. 27 listopada 1968 w Tule) – rosyjska kolarka torowa, wicemistrzyni olimpijska oraz trzykrotna mistrzyni świata.

## Kariera
Pierwszy sukces Oksana Griszyna osiągnęła w 1990 roku, kiedy zajęła trzecie miejsce w sprincie podczas zawodów Pucharu Świata w Paryżu. Cztery lata później, podczas mistrzostw świata w Palermo Griszyna zajęła trzecie miejsce w tej samej konkurencji, ulegając jedynie swej rodaczce Galinie Jenuchinej oraz Francuzce Félicii Ballanger. W 1996 roku była piąta na igrzyskach olimpijskich w Atlancie, a rok później, podczas mistrzostw świata w Perth zdobyła brązowy medal, ustępując Ballanger i Michelle Ferris z Australii. Największy sukces osiągnęła jednak podczas igrzysk olimpijskich w Sydney w 2000 roku, gdzie w tej samej konkurencji wywalczyła srebrny medal (zwyciężyła Ballanger). Ponadto Rosjanka zdobyła kolejny brązowy medal, tym razem w keirinie, na mistrzostwach świata w Stuttgarcie w 2003 roku. Przed nią na mecie stawiły się jej rodaczka Swietłana Grankowska oraz Australijka Anna Meares.